# اندیس مس عباس‌آباد
مس عباس آباد یک اندیس فلزی است که در  استان قزوین قرار دارد و مادهٔ معدنی موجود در آن، مس است.سنگ میزبان این اندیس توفهای آندزیتی است و دیرینگی آن به دوران ائو- سازندکرج می‌رسد. 